# Marko Ković
Marko Ković (* 1985 in Zürich) ist ein schweizerisch-kroatischer Sozialwissenschaftler, der Verschwörungstheorien erforscht.

## Leben
Ković ist Sohn kroatischer Einwanderer und wuchs in Zürich, Wallisellen und Kroatien auf. Er absolvierte die neusprachliche Matur in Zürich und promovierte an der Universität Zürich in Kommunikationswissenschaften. Während seiner Zeit als Student trat er erstmals medial in Erscheinung als Gründer eines Vereins, der kritisches Denken propagiert. Grössere Bekanntheit erlangte Ković während der Corona-Pandemie als Forscher zu Verschwörungstheorien. Die Neue Zürcher Zeitung bezeichnete ihn aufgrund seiner zahlreichen Auftritte in Interviews und Diskussionssendungen als «Pandemie-Profiteur». 2023 wurde Ković als Sprachwissenschaftler von SRF beauftragt, die Redaktion in Fragen der unvoreingenommenen Berichterstattung weiterzubilden. Dies sorgte für Kritik, weil Ković sich zuvor öffentlich als «Sozialist» bezeichnet hatte, worauf das öffentlich-rechtliche Medienunternehmen sich entschied, Journalisten anderer Medien zur Veranstaltung einzuladen. Ković wurde im Nachgang unter anderem von der rechtskonservativen Weltwoche gelobt.
Ković doziert seit 2019 an der Kalaidos Fachhochschule und seit 2023 an der Hochschule Luzern. Er wurde vom Bundesrat als Mitglied der Eidgenössischen Migrationskommission für die Amtsperiode 2024–2027 gewählt.